# George Skinner
George Herbert Skinner (* 1872 in Wellingborough; † 29. Dezember 1931 in Ealing) war ein britischer Schuhmacher, Vergaserhersteller und Sportschütze.

## Leben
George Skinner war der Sohn des Schuhfabrikanten William Banks Skinner von Lilley & Skinner, wo George Skinner auch in der Geschäftsleitung war. 1903 kaufte er sich in Frankreich ein Automobil von Léon Bollée von 1896 und war damit einer der ersten Automobilbesitzer im Vereinigten Königreich. Skinner glaubte nicht an die frühe Einschulung von Kindern, deshalb ließ er seinen Sohn Herbert erst im Jahr 1909 mit neun Jahren in der Durston House School einschulen. 

## SU-Vergaser
1905 meldete Skinner einen von ihm entwickelten Vergaser in Großbritannien zum Patent an. Später arbeitet er mit seinem jüngeren Bruder Thomas Carlisle Skinner an der Entwicklung eines wirksameren Vergasers. George und Carlisle Skinner gründeten im August 1910 die Skinners Union Company Limited, kurz SU, die Gleichdruckvergaser herstellte, von denen einige Entwicklungsdetails noch in heutigen Vergasern enthalten sind. Die ursprünglichen Vergaser waren mit Ziegenlederbalgen ausgestattet, die Herberts Frau Mabel Elizabeth herstellte. Ersatzteile dafür gab es von Skinner bis 1928.
1926 übernahm die Morris Motor Company SU und 1936 wurde SU endgültig Teil von Morris. Daher sind in frühen Austins keine SU-Vergaser eingebaut, da die damals noch eigenständige Austin Motor Company Wettbewerber von Morris war. Als Teil von Morris ging SU deren Firmengeschichte mit: Nuffield Organisation, British Motor Corporation (BMC), und British Leyland, 1988 wurde es an die Holborn Group verkauft.

## Sportler
George Skinner nahm an den Olympischen Spielen 1908 in London in der Mannschaftskonkurrenz im Trap teil. Gemeinsam mit George Whitaker, John Butt, William Morris, Henry Creasey und Robert Hutton gewann er die Bronzemedaille hinter der ersten britischen Mannschaft und den Kanadiern. Skinner war dabei mit 63 Punkten der zweitbeste Schütze der Mannschaft.